# Listă de sportivi vegetarieni
Aceasta este o listă de sportivi vegetarieni.
- Martina Navratilova – tenis
- Bill Pearl – culturism
- Joe Namath – fotbal american
- Tony La Russa – baseball
- Brendan Brazier – triatlon
- Patrick Reiners – culturism
- Alexander Dargatz – culturism
- Robert Parish – baschet
- Prince Fielder – baseball
- Christine Vardaros – ciclism
- Dave Scott – triatlon
- Billie Jean King – tenis
- Robert Cheeke – culturism
- Toni Innauer – sărituri schi
- Robert Lichtenwalner – ciclism
- Desmond Howard – fotbal american
- Robert Millar – ciclism
- Roy Hilligenn – culturism
- Pat Reeves – atletism
- Ryan Wilson – atletism
- Salim Stoudamire – baschet
- Carl Lewis – atletism
- Anton Innauer – sărituri schi
- Chris Prince – arte marțiale
- Giacomo Marchese – culturist
- Jack LaLanne – fitness
- Tonya Kay – dans
- Jacque Vaughn – atlet
- Jim Morris – culturism
- Joel Kirkilis – culturism
- John Salley – baschet
- Kenneth G. Williams – culturism
- Johnny Weissmuller – înot
- Eustace Miles – tenis
- Judy Ledenlge – parapantă
- Jutta Müller – patinaj
- Rob Bigwood – skandenberg
- Craig Heath – patinaj artistic
- Greg chappel – cricket
- Joseph Brown – dans
- Peter Brock – automobilism
- Anastasia Ashley – surf
- Bill Mannetti – powerlifting
- Lance Armstrong – ciclism
- Mike Tyson – box
- Robert Parrish – baschet
- Chris Campbell – wrestling
- Keith Holmes – box
- Bill Pearl – culturism
- Andreas Cahling – culturism, sărituri ski
- Art Still – fotbal american
- Ruth Heidrich – iron woman
- Albert Beckles – culturism
- Anthony Peeler – baschet
- Aura Andrew – culturism
- B J Armstrong – baschet
- Bill Walton – baschet
- Cory Everson – culturism
- Dave Scott – triatlon
- Denise Nicole – culturism
- Donny Lalonde – box
- Ed Bauer – culturism
- Ed Templeton – skateboard
- Elena Walendzik – box
- Kathy Johnson – gimnastică
- Killer Kowalski – wrestling
- Leroy Burrell – atletism
- Sebastian Grubb – fitness
- Leslie Marx – scrimă
- Luiz Freitas – culturism
- Mac Danzig – arte marțiale
- Edwin Moses – atletism
- Marv Levy – fotbal american
- Murray Rose – inot
- Paavo Nurmi – atletism
- Peter Hussing – box
- Rich Roll – atletism
- Robbie Hazeley – culturism
- Scott Jurek – atletism
- Silken Laumann – canotaj
- Tiffany Croker – haltere
- Tim VanOrden – atletism
- Ricardo Moreira – arte marțiale
- Weia Reinboud – atletism
- Willie Austin – atletism